# David Nahón
David Nahón (Rosario, 2 de mayo de 1971) es un escritor, artista plástico, psicoanalista y músico argentino.  

## Trayectoria
David Nahón comenzó a desarrollar su producción en Rosario en el campo de la gráfica a mediados de los noventa. Durante ese período ejerce como ilustrador e historietista colaborando en diversas revistas nacionales e internacionales como Fierro, Qué suerte, Monográfico, Rancune Gráfico, La fiera de la Curiosittá Humana y Buenos días.  
Entre 1997 y 2001 fue el director y creador del libro de cómic e ilustración Dolor de Ojo (Rosario). También en esos años funda la banda musical Ernesto y su conjunto, junto a Max Cachimba, lanzando el disco Estulticia mundi.
A partir de 2002, luego de un período de producción más relacionada con el cómic, se abrió a otras modalidades entre las cuales la pintura sería una de las más explotadas. Toda su obra posterior desarrolla planteos cuyos lineamientos básicos están dados por el dibujo. Esta síntesis también es un rasgo característico de la serie de fotografías que comenzó a realizar en 2004, las cuales reproducen escenas de situaciones determinantes de una atmósfera intimista. En 2008 se muda a Buenos Aires donde realiza la mayor parte de su obra. 

## Obra

### Artes plásticas
- Esta desorientación es para siempre (2016), Museo Macro.[4]
- Yo después de vos (2016), Teatro Sarmiento.[5]
- Algunas instrucciones para desaparecer (2017), Teatro Sarmiento.[6]
- Hasta ahora todo se parece un poco (2017), Vidrieras vivas.[7]
- Me gustan las cosas que no me hacen acordar a nada (2017), Museo Sor Josefa Díaz y Clucellas de Santa Fe.[4]

### Literatura
- Todo lo que hago es para que me quieran (2010), editorial Pánico al Pánico.[8]
- Como me convertí en robot(2016), Un tacho Ediciones.[9]
- Nada de esto tiene que ver con vos (2017), Parientes Editora.
- Esto que me pasó no lo había sentido nunca (2018), Pánico al Pánico y Abrazo ediciones.[10]
- El primer hombre solo (2020), Azogue[11].
- Fantasma (2022), Pánico el pánico.

### Música
- Más fuerte que la muerte (2012). Fuego Amigo Discos.[12]
- Internet (2018).